# Newgateroman
Newgateroman är benämningen på de romaner som publicerades i England under sent 1820-tal till 1840-talet, som karaktäriserades av sitt glorifierande av brottslingar och deras liv. Newgateromanerna hämtade inspiration från The Newgate Calendar, vilket var en samling av berättelser om synd, brott och brottslingarna som begick dessa under 1773–1826 i England; The Newgate Calendar var från början en månatlig sammanställning över avrättningar, som sammanställdes av anställda på Newgatefängelset.
Några av de verk att räknas in inom denna genre är Thomas Gaspeys Richmond, or, Scenes in the Life of a Bow Street Officer (1827) och The History of George Godfrey (1828), Edward Bulwer-Lytton, 1:e baron Lyttons Paul Clifford (1830), Eugene Aram: En berättelse (1832) samt William Harrison Ainsworths Rookwood (1834) och Guy Fawkes eller krutsammansvärjningen (1840). Även Charles Dickens Oliver Twist (1837–1839) brukar räknas som en Newgateroman. Genren nådde sin kulmen med Ainsworths Jack Sheppard (1839–1840). 
William Thackeray var en motståndare till Newgateromaner och skrev satiriska böcker om genren, såsom Catherine (1839–1840) och Den välborne Barry Lyndons memoarer (1844). 
Mordet på lord William Russell den 5 maj 1840 blev början på slutet för Newgateromaner som en litterär genre, i och med att vissa kritiker hävdade att mördaren François Benjamin Courvoisier hade inspirerats av en dramatisering av en av Ainsworths Newgateromaner.